# Élections législatives de 2020 en Arkansas
Les élections législatives de 2020 en Arkansas ont lieu le 3 novembre 2020 afin d'élire les 100 membres de la Chambre des représentants de l'État américain d'Arkansas.

## Système électoral
La Chambre des représentants de l'Arkansas est la chambre basse de son parlement bicaméral. Elle est composée de 100 sièges pourvus pour deux ans au scrutin uninominal majoritaire à un tour dans autant de circonscriptions.

## Résultats
| Partis                   | Partis                | Voix      | %     | +/- | Sièges | +/-           |
| ------------------------ | --------------------- | --------- | ----- | --- | ------ | ------------- |
|                          | Parti républicain (R) | 772 967   | 70,09 |     | 78     | 1             |
|                          | Parti démocrate (D)   | 313 643   | 28,44 |     | 22     | 1             |
|                          | Parti libertarien L() | 15 286    | 1,39  |     | 0      | en stagnation |
|                          | Indépendants          | 954       | 0,09  |     | 0      | en stagnation |
|                          |                       |           |       |     |        |               |
| Votes valides            | Votes valides         | 1 102 850 |       |     |        |               |
| Votes blancs et nuls     |                       |           |       |     |        |               |
| Total                    | Total                 |           | 100   | -   | 100    | en stagnation |
| Abstentions              |                       |           |       |     |        |               |
| Inscrits / participation |                       |           |       |     |        |               |